# Lysimelia alborenalis
Lysimelia alborenalis là một loài bướm đêm trong họ Erebidae.